# Плюґавиці
Плюґавиці (пол. Plugawice) — село в Польщі, у гміні Дорухув Остшешовського повіту Великопольського воєводства.
Населення — 236 осіб (2011).
У 1975-1998 роках село належало до Каліського воєводства.

## Демографія
Демографічна структура станом на 31 березня 2011 року:
|          | Загалом | Допрацездатний вік | Працездатний вік | Постпрацездатний вік |
| -------- | ------- | ------------------ | ---------------- | -------------------- |
| Чоловіки | 115     | 21                 | 82               | 12                   |
| Жінки    | 121     | 29                 | 64               | 28                   |
| Разом    | 236     | 50                 | 146              | 40                   |